# Porpax risi
Porpax risi é uma espécie de libelinha da família Libellulidae.
Pode ser encontrada nos seguintes países: Angola, Malawi, Moçambique, Zâmbia e Zimbabwe.
Os seus habitats naturais são: pântanos e marismas intermitentes de água doce.